# Sandra Galvis
Sandra Galvis, född 28 juni 1986, är en friidrottare från Colombia. Hon deltog vid olympiska sommarspelen 2016 och olympiska sommarspelen 2020.